# ストレンジャー (1946年の映画)
『ストレンジャー』（英：The Stranger）はオーソン・ウェルズ監督・共同脚本（クレジットなし）主演の1946年のアメリカ合衆国のスリラー ・フィルム・ノワール映画。『オーソン・ウェルズ IN ストレンジャー』とも。ウェルズが監督を務めた3作目の長編映画であり、初のフィルム・ノワール コネチカット州の町に逃亡したナチス高官を追跡する戦争犯罪捜査官の視座からある事件を追う。ホロコーストの記録映像を初めて使用したハリウッド映画でもある。
第19回アカデミー賞の原案賞にノミネートされた。2003年、スティーヴン・ジェイ・シュナイダーの『死ぬまでに観たい映画1001本』に掲載された。

## あらすじ
国連戦争犯罪委員会の捜査官ウィルソン（エドワード・G・ロビンソン）は、ナチスの戦争犯罪者フランツ・キンドラを追跡している。キンドラは全ての身元証拠を消し、唯一の特徴は「時計に対する異常な執着」。ウィルソンはキンドラの元同志コンラッド・マイネケを釈放し、マイネケがキンドラに接触するのを期待して追跡する。マイネケはコネチカット州の小さな町に到着するが、ウィルソンはマイネケを見失う。
キンドラは「チャールズ・ランキン」（オーソン・ウェルズ）という偽名を使い、地元の予備校で教師として生活していた。最高裁判事アダム・ロングストリートの娘メアリー・ロングストリート（ロレッタ・ヤング）との結婚を控え、町の広場にある400年以上の歴史を持つハブレヒト式の宗教的オートマタ時計の修復作業を行う。
マイネケはウィルソンを襲撃し、ウィルソンを死んだものと誤解する。キンドラと接触し、悔い改めてキリスト教徒となったマイネケはキンドラに自首を促す。しかし、キンドラはマイネケを絞殺し、自身の正体が露見するのを防ぐ。
ウィルソンは町に新たにやってきた人たちを調査する。ランキンとメアリーの結婚により、ランキンを疑うことは当初なかった。しかし、ランキンとの会話で、ランキンがドイツ人を世界の脅威と断じ、カール・マルクスをユダヤ人であるためドイツ人と認めない発言をしたことから、ウィルソンはランキンがキンドラであると確信する。ただし、マイネケとの接触を目撃していないため、証拠は足りない。メアリーだけがマイネケが夫に会いに来たことを知る。ウィルソンはメアリーに夫が犯罪者であると納得させ、真相を認めさせようとする。一方、キンドラは自身の秘密を守るため、メアリーを排除しようと画策する。家族の犬レッドがマイネケの遺体を発見したことで、ランキンの正体が露見する。キンドラはレッドを毒殺して秘密の隠蔽を図る。
メアリーは夫の不誠実さに疑念を抱き始め、キンドラはマイネケがメアリーとメアリーの父を脅迫するために町に来たと主張する。メアリーは夫を愛し、マイネケに関する嘘をついて夫を守ろうとする。しかし、ウィルソンはナチスの強制収容所の映像を見せ、キンドラがジェノサイドの概念を考案したと説明すると、メアリーは愛と真実の間で葛藤する。キンドラはメアリーの「事故死」を計画するが、メアリーは計画に気付く。メアリーは夫の真実を受け入れ、直接対決を挑む。キンドラはメアリーを殺そうとするが、ウィルソンとメアリーの兄の到着により阻止され、逃亡する。
キンドラは教会の時計台に逃げ込み、メアリー、続いてウィルソンが追う。修復された時計の鐘が鳴り、町民が教会前に集まる。時計台の頂上でキンドラは銃を手にし、争いが発生する。メアリーが銃を奪い、キンドラを撃つ。キンドラは傷を負い、時計台の表に出て、動く時計の像の剣に刺される。傷の影響でキンドラは転落死する。

## キャスト
- オーソン・ウェルズ：フランツ・キンドラ/チャールズ・ランキン教授
- エドワード・G・ロビンソン：ウィルソン
- ロレッタ・ヤング：メアリー・ロングストリート・ランキン
- フィリップ・メリヴェール：アダム・ロングストリート判事
- リチャード・ロング：ノア・ロングストリート
- コンスタンティン・シェイン：コンラッド・マイネケ
- バイロン・キース：ジェフリー・ローレンス博士
- ビリー・ハウス：ポッター
- マーサ・ウェントワース：サラ
- イザベル・オマディガン：ローレンス夫人
- ピエトロ・ソッソ：ピーボディ
- アースキン・サンフォード：パーティーゲスト

## 製作

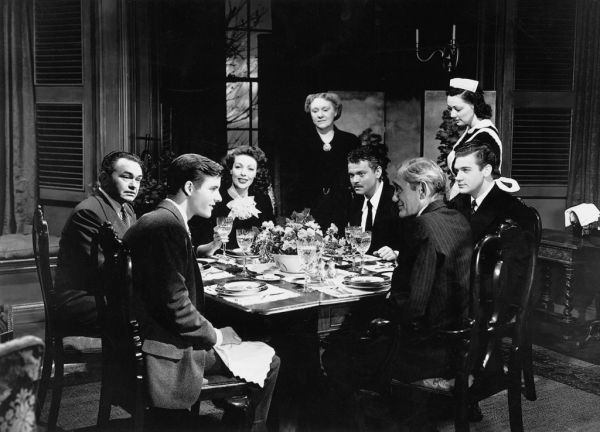
左から：エドワード・G・ロビンソン、リチャード・ロング、ロレッタ・ヤング、マーサ・ウェントワース、オーソン・ウェルズ、フィリップ・メリヴェイル、バイロン・キース、そして身元不明の女優、『ストレンジャー』（1946年）

サム・スピーゲル（当時はS・P・イーグル）が製作し、RKOピクチャーズが配給した最後のインターナショナル・ピクチャーズ作品である。撮影は1945年9月末から11月21日まで、サミュエル・ゴールドウィン・スタジオおよびユニバーサル・スタジオで行われた。音楽はブロニスワフ・カペルが担当した。
当初、スピーゲルはジョン・ヒューストンを監督として起用する予定だったが、ヒューストンが軍務に就いたため、オーソン・ウェルズに監督の機会が与えられた。ウェルズは、予定通りかつ予算内で映画を完成させる能力を証明することを強く望み、不利な契約を受け入れた。1945年9月、ウェルズと妻のリタ・ヘイワースは、ウェルズが契約上の義務を果たせなかった場合、年収5万ドルを超えるあらゆる収入をインターナショナル・ピクチャーズに支払う保証契約に署名した。また、創造的な意見の相違ではスタジオの判断に従うことに同意した。本作は、ウェルズにとって4年ぶりの映画監督作品となった。
編集者のアーネスト・J・ニムズは、撮影開始前に脚本から余分とみなした部分をカットする権限を与えられた。ウェルズはニムズを「偉大なスーパーカッター」と呼び、物語を進める以外の要素は映画に含めるべきでないというニムズの信念が、ウェルズの作品にとって大きな障害だったと述べた。ウェルズの映画の魅力的な部分の多くは物語の進行に直接関係しないため、ニムズとの対立は顕著だった。
ウェルズは監督および出演に対し、週給2000ドルと、映画完成時に5万ドルの報酬を受け取り、インターナショナル・ピクチャーズと自身の選択による4本の映画契約の可能性を得ることになっていた。
ウェルズにはある程度の創造的コントロールが認められたが、スピーゲルと製作総指揮のウィリアム・ゲッツにより、ウェルズが書いた冒頭のシーンやドラッグストアのシーンなど、いくつかのシーンが撮影後にカットされた。カットされたシーンには、マイネケがラテンアメリカを逃亡する様子や、ナチスの亡命者たちが飼う野蛮な犬に殺されるエージェントの妻のエピソードが含まれていた。これらのシーンの一部は最終版にわずかに残っている。ニムズは、脚本の32ページ（冒頭16ページを含む）をカットの提案をしたと1982年のインタビューで語った。
削除されたシーンには、メアリーとランキンが町の広場で16世紀のゴシック時計を見ながら会話する場面も含まれていた。メアリーは、時計が地中海沿岸から帆船で運ばれたと説明し、ランキンは時計やメアリーの家族の歴史に詳しい様子を見せる。このシーンは、キャラクターの発展や物語の不気味な雰囲気を高める役割を果たしていたが、カットされたことで謎めいた導入部やハーパーの町の牧歌的な雰囲気が損なわれた。
ウェルズは捜査官役にアグネス・ムーアヘッドを希望し、「ナチを追う独身女性の捜査官は興味深い」と考えたが、代わりにエドワード・G・ロビンソンが起用された。
撮影場所として、ウェルズは自身の母校であるイリノイ州ウッドストックのトッド・スクール・フォー・ボーイズを使用することを計画したが、予算の制約により断念した。

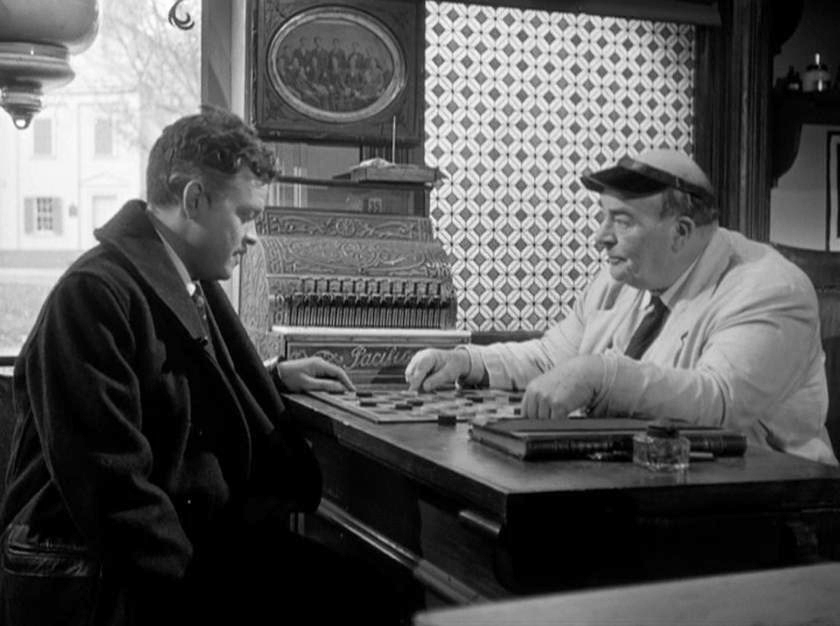
『ストレンジャー』でのウェルズとビリー・ハウス

美術監督のペリー・ファーガソンは、『市民ケーン』に引き続き起用され、町の広場を構成する相互に関連したセットを構築した。これにより、窓やガラスに映る隣接する建物の奥行きある映像が撮影され、豊かな視覚的効果を生み出した。
映画史家のブレット・ウッドは、ドラッグストアのシーンで、ウィルソンがポッターとチェッカーをする場面において、鏡に映る映像や窓越しに見える車や建物、自然光が織りなす奥行きが、グレッグ・トーランドの『市民ケーン』の深焦点とは異なるが、極めて稀有な映像効果を生み出したと評価した。
ウェルズは長回しを多用し、屋内から屋外、町の広場を横切る連続したシーンを撮影することで、編集でのカットを最小限に抑えた。特に、キンドラとマイネケの森での4分間の長回しは、『黒い罠』（1958年）の冒頭よりも長い。
ポッター役のビリー・ハウスは、ウェルズのお気に入りのバーレスク俳優であり、当初は小さな役だったが、撮影中にウェルズが役を拡大した。これに対し、ロビンソンは自身の出番が削られたと感じ、スタジオに不満を訴えたが効果はなかった。

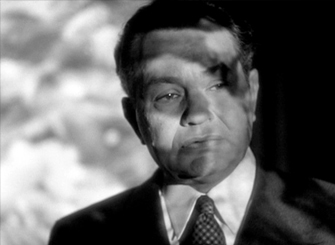
『ストレンジャー』でホロコーストの映像が投影された映像の中に足を踏み入れるウィルソン（エドワード・G・ロビンソン）。

ロレッタ・ヤングは、スピーゲルがメアリーとキンドラの戦闘シーンでヤングのクローズアップを要求した際に、ウェルズを支持した。ウェルズはクローズアップが致命的だと考え、ヤングに相談。ヤングは「それなら撮らない」と宣言し、スピーゲルが要求を続ける中、エージェントを介入させクローズアップを阻止した。ウェルズはヤングの協力を「素晴らしかった」と称賛した。
本作は、ナチスの強制収容所のドキュメンタリー映像を商業映画で初めて使用した作品である。ウェルズは1945年5月、サンフランシスコでの国際連合会議でこの映像を見て衝撃を受け、ニューヨーク・ポストのコラムでその衝撃を「魂の腐敗」「ファシズムの悪臭」と表現した。本作に含まれる4つの解放後のシーンのうち3つは、ジョージ・スティーヴンス、ジェームズ・B・ドノヴァン、レイ・ケロッグが制作し、ニュルンベルク裁判で証拠として使用された『ナチス強制収容所』（1945年）からのものである。
ウェルズは予定より1日早く、予算内で撮影を終えたが、インターナショナル・ピクチャーズは約束されていた4本の映画契約を撤回。理由は明示されなかったが、本作が興行的に成功しないとの印象が残った。

## 公開

### 興行成績
本作はオーソン・ウェルズが監督した映画の中で、公開時に本格的な興行成功を収めた唯一の作品である。製作費は103万4000ドルであり、公開後6か月でアメリカ国内のレンタル収入が225万ドルを記録した。さらに、公開から15か月後には全世界で321万6000ドルの興行収入を達成した。

### 批評家の反応
本作は批評家から絶賛されている。Rotten Tomatoesでは、29件の批評家レビューに基づき97%の支持率を獲得しており、1946年7月のニューヨーク・タイムズのボズリー・クロウザーによるレビューが唯一の否定的な評価である。クロウザーは本作を「血の通わない、作り物のショー」と呼び、ウェルズの演技について「ナチスの大量殺人者のような冷酷で非情な人物像を全く感じさせない。ただの若い俳優が、信憑性の低い役で少年っぽく拙い演技をしている」と批判した。さらに、アンソニー・ヴェイラーの脚本を「最も弱い部分」とし、ロレッタ・ヤングの演技も「愚かなパフォーマンス」と評し、物語の前提が現実離れしており、ミステリーやサスペンスがすぐに失われると指摘した。

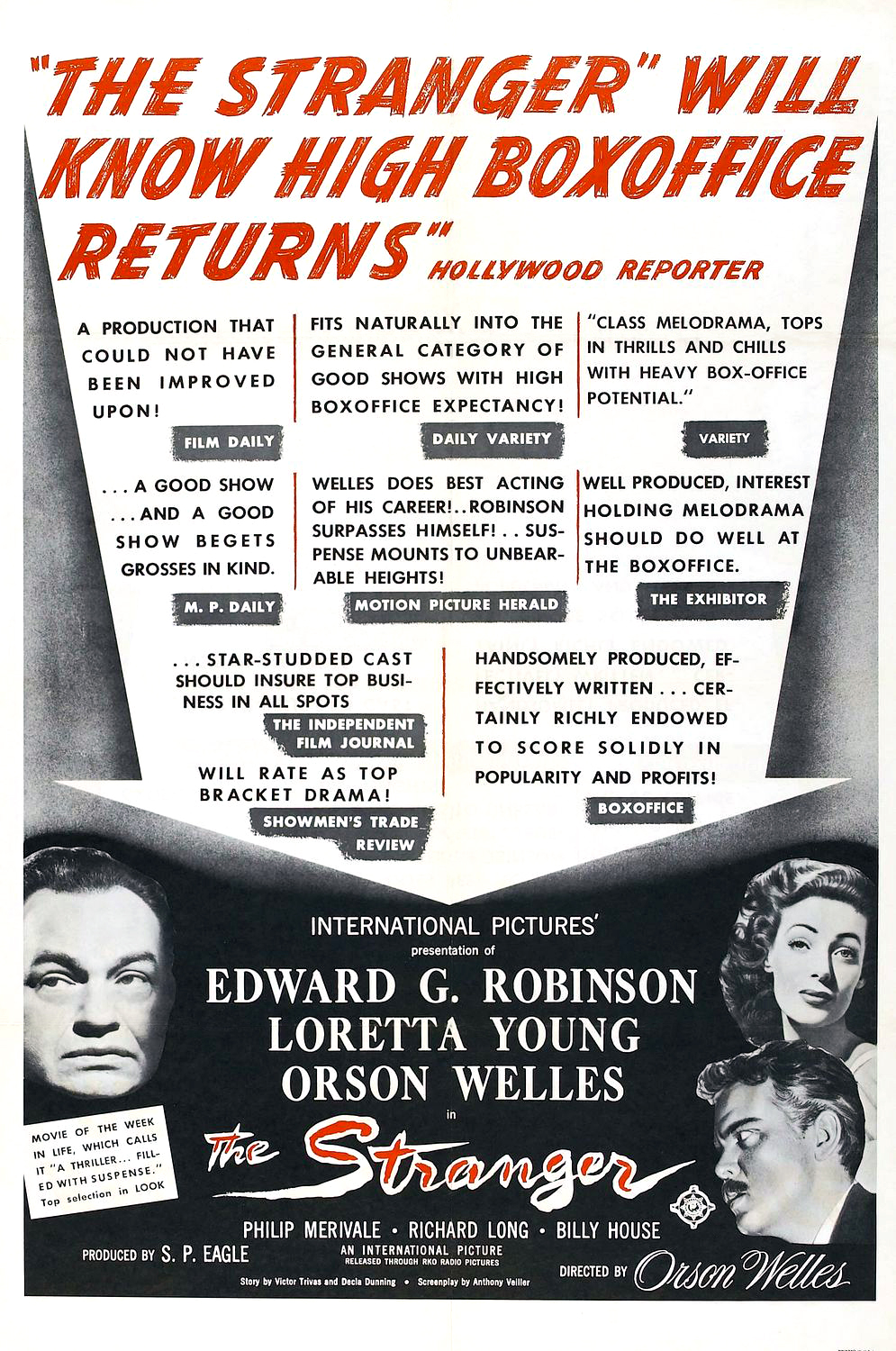
『ストレンジャー』のポスターに描かれた当時のな反応

一方、バラエティ誌は好意的な評価を下し、「スリルと緊張感に満ちた見事なメロドラマだ。オーソン・ウェルズの監督は、ヴィクター・トリヴァスの原案からなる力強い脚本を最大限に活かし、迅速でサスペンスフルな展開を見せた。エドワード・G・ロビンソン、ヤング、ウェルズの3人の主演俳優はそれぞれ最高の演技を披露し、特にヤングは騙された花嫁として特に効果的だった」と称賛した。ライフ誌は1946年6月3日号で本作を「今週の映画」に選び、1947年のヴェネチア映画祭ではコンペティション部門で上映された。批評家ジェームズ・エイジーは1946年のThe Nation誌で、「ストレンジャー』はナチスの大犯罪者を追う整った魅力的なスリラー。『重要』で『新しい』要素はないが、気取った芸術性もなく、雰囲気は他の映画よりも詩的ではないが、心地よく巧みに扱われている。控えめながら、ほとんどの映画よりも優雅で知的、楽しめる」と評した。レスリー・ハリウェルは、「非常に信憑性の低い人工的なメロドラマだが、監督の技巧、素晴らしい撮影、教会の時計を使った激しいクライマックスで強化されている」と述べた。
公開当時、本作はアルフレッド・ヒッチコックの『疑惑の影』（1943年）と比較され、不利な評価を受けた。映画史家ブレット・ウッドは、「編集のアーネスト・ニムズによる再編集が類似性の原因である。ラテンアメリカの追跡シーンや政治的要素（時計とファシズムの類似性など）が削除されたことで、『ストレンジャー』は社会的に関連性の高いドラマから、単なる小さな町の殺人物語に変貌し、悪役は政治的逃亡者ではなくサイコパスに近い人物となった。ニムズはウェルズの意図したサブテキストを無視し、従来のスリラーとして編集した」と分析した。ウッドは2013年のブルーレイ版の音声解説で、本作を「過小評価された作品」と呼び、『市民ケーン』や『偉大なるアンバーソン家の人々』のような「スタイリッシュな迫力」はないが、「スタイルとテーマにおいて予想以上に複雑である」と評価した。
映画史家カール・マセックは、「『ストレンジャー』は、ウェルズが『プログラムピクチャー』を作れないという批判に応えた作品であり、フィルム・ノワールの枠組みの中で独自の地位を確立した」と評した。

### 受賞
1947年の第19回アカデミー賞で、ヴィクター・トリヴァスが原案賞にノミネートされたが、『Vacation from Marriage』のクレメンス・デインの敗れた。

### ホームメディア
本作はパブリックドメインに属した後、低品質なバージョンが複数リリースされた。一部のバージョンは2世代目や3世代目のコピーから複製され、編集も粗雑だった。2004年、インターナショナル・ピクチャーズの作品カタログを所有するMGMホームエンターテインメントが本作を修復し、DVDとして発売した。

## 著作権
この映画の著作権はもともとヘイグ・コーポレーションが所有していましたが、製作者が1973年に著作権を更新しなかったため、パブリックドメインとなっている。 

## External links
- The Stranger - YouTube
- ストレンジャー - インターネット・アーカイブ
- ストレンジャー - American Film Institute Catalog（英語）
- ストレンジャー - IMDb（英語）
- ストレンジャー - TCM Movie Database（英語）